# Salamanca (península de Yucatán)
Salamanca fue el nombre que se dio en la península de Yucatán, en ocho casos diferentes, a ciudades o lugares que se fundaron a partir de la llegada de los conquistadores españoles en el siglo XVI y durante los tres siglos de coloniaje.
En ningún caso se conservó el nombre hasta nuestros días.

## Historia
Desde el arribo de los conquistadores hubo un interés significativo de arraigar el nombre de Salamanca en la toponimia de la península de Yucatán. Es posible que tal interés haya derivado del hecho que el origen del adelantado Francisco de Montejo, designado por la corona española para conquistar la región, fue precisamente la ciudad de Salamanca en España, capital de la provincia homónima en la actual comunidad autónoma de Castilla y León, del mismo modo como lo hicieron los propios conquistadores con la fundación de las ciudades de Mérida y de Valladolid, ambas en Yucatán, reproduciendo el nombre de sendas ciudades españolas en los territorios conquistados.
Hay constancia histórica de la atribución del nombre de Salamanca en los siguientes casos:
A la localidad actual de Xel Há en el estado de Quintana Roo, que fue bautizada por el propio Francisco de Montejo el año de 1527, y la primera en el tiempo, en la península de Yucatán, que llevó el nombre español. En 1528, Alonzo de Ávila, acompañante de Montejo, volvió a usar el nombre en un poblado llamado Xamanhá (actualmente Playa del Carmen, Quintana Roo), al norte de Xel Há.
En 1529, otra vez el propio adelantado y su hijo homónimo, dieron el nombre de Salamanca a Xicalango en el actual municipio de Carmen, en el estado de Campeche. En el mismo año se designó con el mismo nombre a la capital de la provincia indígena de Acalán (actualmente en la zona limítrofe del estado de Campeche y el de Tabasco), que previamente se llamó Itzamkanak.
En 1531 el adelantado insistió en llamar Salamanca al primer asentamiento que se dio en el actual San Francisco de Campeche. Otra Salamanca fue nombrada por el tercero de los tres Montejo, Francisco de Montejo, homónimo y sobrino del adelantado, cuando así nombró a la actual ciudad de Champotón. En 1542 Melchor Tamayo Pacheco dio el nombre de Salamanca a la ciudad actual de Chetumal, capital del estado de Quintana Roo. Por último, en 1545 la ciudad hoy conocida como Bacalar, Quintana Roo, fue fundada como Salamanca.
Interesante resulta constatar que ninguno de los casos mencionados retuvo el nombre que le fue atribuido por los españoles. Todas las ciudades señaladas cambiaron de nombre a lo largo del tiempo.